# Eutypa lata
Espèce
Eutypa lata est une espèce de champignons ascomycètes de la famille des Diatrypaceae.
Ce champignon lignicole est l'un des agents pathogènes d'une maladie de la vigne, l'eutypiose, présente dans toutes les grandes régions viticoles du monde.
La gamme d'hôtes d'Eutypa lata comprend plus de 80 espèces de plantes appartenant à plus de 27 familles.
Parmi les plantes-hôtes ayant une importance économique figurent des espèces du genre Prunus, dont l'abricotier (Prunus armeniaca), et le prunier japonais (Prunus salicina), ainsi que le citronnier (Citrus limon), le pommier (Malus domestica). Toutefois l'hôte ayant de loin la plus grande importance économique est la vigne (genre Vitis Vinifera spp.).

## Taxinomie

### Synonymes
Selon Catalogue of Life (13 mars 2016) :
- Cryptosphaeria crepiniana Sacc. & Roum., 1883,
- Cryptosphaeria myriocarpa (Nitschke) Sacc., 1882,
- Cytosporina lata Höhn., 1927,
- Cytosporina ribis Magnus, 1903,
- Cytosporina rubescens Fr.,
- Diatrype lata (Pers.) Fr., 1849,
- Diatrype macrothecia Speg., 1880,
- Diatrype milliaria (Fr.) Fr., 1849,
- Engizostoma ambiguum (J. Kunze ex Sacc.) Kuntze, 1898,
- Engizostoma crepinianum (Sacc. & Roum.) Kuntze, 1898,
- Engizostoma fraxini (Nitschke) Kuntze, 1898,
- Engizostoma latum (Pers.) Kuntze, 1898,
- Engizostoma mauroides (Nitschke) Kuntze, 1898,
- Engizostoma milliarium (Fr.) Kuntze, 1898,
- Engizostoma myriocarpum (Nitschke) Kuntze, 1898,
- Engizostoma rhodi (Nitschke) Kuntze, 1898,
- Eutypa ambigua J. Kunze ex Sacc., 1882,
- Eutypa armeniacae Hansf. & M.V. Carter, 1957,
- Eutypa fraxini (Nitschke) Sacc., 1882,
- Eutypa fraxini f. arbuti Sacc., 1882,
- Eutypa fraxini f. fraxini (Nitschke) Sacc., 1882,
- Eutypa lata var. aceris Rappaz, 1987,
- Eutypa lata var. andina Speg., 1909,
- Eutypa lata var. arundinis (Durieu & Mont.) Sacc., 1882,
- Eutypa lata var. lata (Pers.) Tul. & C. Tul., 1863,
- Eutypa lata f. lata (Pers.) Tul. & C. Tul., 1863,
- Eutypa lata var. macrochloae Pat.,
- Eutypa lata f. platani Maire, 1940,
- Eutypa lata var. ribis Barthelet, 1938,
- Eutypa lata var. rimulosa Sacc., 1914,
- Eutypa mauroides (Nitschke) Sacc., 1882,
- Eutypa milliaria (Fr.) Sacc., 1882,
- Eutypa milliaria var. milliaria (Fr.) Sacc., 1882,
- Eutypa rhodi (Nitschke) Fuckel, 1870,
- Eutypa rhodi f. corni-sanguinea Sacc., 1879,
- Eutypa rhodi var. corni-sanguineae Sacc., 1882,
- Eutypa rhodi var. rhodi (Nitschke) Fuckel, 1870,
- Eutypa rhodi f. rhodi (Nitschke) Fuckel, 1870,
- Libertella blepharis A.L. Sm., 1900,
- Nemania lata (Pers.) Gray, 1821,
- Phomopsis ribis (Magnus) Grove ex Sacc., 1972,
- Sphaeria fuliginosa Sowerby, 1803,
- Sphaeria lata Pers., 1796,
- Sphaeria lata var. arundinis Durieu & Mont., 1848,
- Sphaeria milliaria Fr., 1817,
- Sphaeria papillata Hoffm., 1787,
- Stromatosphaeria lata (Pers.) Grev., 1824,
- Valsa fraxini Nitschke, 1867,
- Valsa lata (Pers.) Nitschke, 1867,
- Valsa mauroides Nitschke, 1867,
- Valsa milliaria (Fr.) Nitschke, 1867,
- Valsa myriocarpa Nitschke, 1867,
- Valsa rhodi Nitschke, 1867.

### Liste des variétés
Selon NCBI (13 mars 2016) :
- variété Eutypa lata var. aceri